# 전의면
전의면(全義面)은 세종특별자치시에 속한 면이다. 행정복지센터 소재지는 읍내리이다. 1번 국도와 경부선 철도가 통과하며, 전의역이 있다.

## 하위 행정구역 (법정리)
- 읍내리(邑內里)
- 관정리(觀亭里)
- 금사리(金沙里)
- 다방리(多方里)
- 노곡리(老谷里)
- 달전리(達田里)
- 동교리(東校里)
- 서정리(西亭里)
- 신방리(薪芳里)
- 신정리(新井里)
- 신흥리(新興里)
- 양곡리(陽谷里)
- 영당리(靈堂里)
- 원성리(元省里)
- 유천리(柳川里)

## 공공기관
- 전의면행정복지센터
- 전의면복합커뮤니티센터(2022년 11월 예정)
- 전의면보건지소
- 전의파출소
- 전의119안전센터
- 전의우체국
- 전의역

## 전의를 본관으로 하는 성씨
- 전의 이씨(全義 李氏)

```
*과거에는 
전의 김씨
 (全義 金氏)도 있었으나 조선 중기 
연산군
 시절 내시중 한 명이었던 
김처선
이 연산군에게 직간하여 그 자리에서 죽임을 당하고, 본관이였던 전의 김씨 역시 사라져 현재는 존재하지 않는다.
```

## 산업과 문화

### 산업
- 전의일반산업단지 (관정리, 신정리)
  - KCC글라스
  - 맥키코리아
  - 나우코스
  - 제뉴원사이언스
  - 한국바이오켐제약
  - 제일폴리켐
  - 한국신문잉크
  - 에치엔지
  - 명승식품
  - 월드웨이
  - 코스모텍
  - 이원켐텍
  - 원익머트리얼즈
  - 한국엔오에프 메탈코팅스
  - 이오나노켐
  - 에이피씨티

- 전의 제2일반산업단지 (관정리, 신정리)
  - 한국콜마
  - 포스코케미칼
  - 레이크머티리얼즈
  - 오스템
  - 다스코
  - 신우테크
  - 금와이엔씨
  - 원창기업
  - 글로벌피엔에프
  - 에이피텍
  - 제이에스테크
  - 콜마BNH
  - 대동세라믹
  - 산들본가
  - 유상

- 세종미래일반산업단지 (양곡리)
  - 쎄미시스코
  - 한국단미사료협회
  - 콜마BNH
  - 삼표몰탈
  - 대금지오웰

- 그외
  - 한라홀딩스
  - 하이트진로음료
  - 서창산업

### 문화재
- 운주산성 -세종특별자치시 기념물 제1호- (전의면, 전동면 일대)
- 전의향교 -세종특별자치시 기념물 제7호- (읍내리)
- 충신 홍직 정려 -세종특별자치시 향토유적 제2호- (서정리)
- 안동김씨 쌍효 정려 -세종특별자치시 향토유적 제16호- (양곡리)
- 효자 박이명 정려 -세종특별자치시 향토유적 제17호- (달전리)
- 진주정씨 사효 정려 -세종특별자치시 향토유적 제18호- (영당리)
- 열녀 남양홍씨 정려 -세종특별자치시 향토유적 제30호- (양곡리)
- 양주조씨 삼효 정려 -세종특별자치시 향토유적 제31호- (원성리)
- 문목사 -세종특별자치시 향토유적 제35호- (관정리)
- 전의초수 -세종특별자치시 향토유적 제46호- (관정리)
- 비암사 (금사리)

계유명전씨아미타불비상 -국보 제106호- (국립청주박물관 소장)
기축명아미타불비상 -보물 제367호- (국립청주박물관 소장)
전의 비암사 극락보전 -세종특별자치시 유형문화재 제1호- (비암사 소장)
전의 비암사 삼층석탑 -세종특별자치시 유형문화재 제3호- (비암사 소장)
전의 비암사 영산회괘불탱화 -세종특별자치시 유형문화재 제12호- (비암사 소장)
전의 비암사 소조아미타여래좌상 -세종특별자치시 유형문화재 제13호- (비암사 소장)

### 레저
- - 세종에머슨컨트리클럽
  - 레이캐슬골프앤리조트
  - 전의생활체육공원

## 교육
- 전의향교 (읍내리)
- 전의초등학교 (읍내리)
- 전의중학교 (읍내리)
- 대전가톨릭대학교 (신방리)

## 교통
경부선 철도가 면 중앙을 통과하며 전의역이 면 중심부인 읍내리에 있다.
버스 노선은 천안시 동남구 안서동에서 출발하여 소정면을 경유하는 700번과 701번 버스가 있고, 시내에서는 반곡동 세종국책연구단지와 조치원역에서 출발하는 노선이 있다. 전동면을 보통 거쳐가며, 8권역 노선들은 전의면을 기점으로 하고, 소정리까지는 지선 850번과 급행 991번이 있다. 시외버스 중간 정차도 있다.

## 같이 보기
- 전의군